# NBC Blue Network
NBC Blue est l'un des deux réseaux de la Radio Corporation of America (RCA), qui devient plus tard l'American Broadcasting Company (ABC). NBC Red est l'autre réseau.

## Histoire

### Les années 1940: création d'ABC
Dans les années 1930, la radio aux États-Unis était dominée par seulement quelques entreprises, dont Mutual Broadcasting, Columbia Broadcasting (CBS) et National Broadcasting Company (NBC), cette dernière était alors la propriété du constructeur Radio Corporation of America (RCA). RCA possédait deux réseaux qui géraient chacun des stations de radio différentes et s'appelaient NBC Blue et NBC Red. NBC Blue avait été créé en 1927 principalement pour tester les nouveaux programmes sur des marchés moins importants que ceux de NBC Red, qui desservait les grandes villes, et pour tester les séries dramatiques.
En 1934, Mutual Broadcasting porte plainte auprès de la Federal Communications Commission (FCC) en raison des difficultés qu'elle éprouve pour installer de nouvelles stations, le marché étant selon elle saturé avec les réseaux de NBC et CBS. En 1938, la FCC entame une série d'investigations sur les pratiques des réseaux radiophoniques et publie son rapport sur la diffusion de programmes radio en réseau en 1940. Le rapport préconise que RCA se sépare de l'un de ses deux réseaux : NBC Red ou NBC Blue. NBC Red est alors le principal réseau de radio aux États-Unis et, selon la FCC, RCA utilise alors NBC Blue pour éliminer toute velléité de concurrence. N'ayant aucun pouvoir sur les réseaux proprement dits, la FCC instaure une réglementation qui impose qu'une station de radio « ne peut se voir délivrer de licence si elle est affiliée à un réseau détenu par une société éditant plusieurs réseaux [...] dans l'intérêt du public ».

#### 1940–1944: NBC Blue devient ABC
Ses appels contre la FCC ayant été rejetés, RCA décide de se séparer de NBC Blue et donne un mandat pour ce faire à Mark Woods courant 1941. En janvier 1942, RCA transforme le réseau NBC Blue en une filiale indépendante, NBC Red et NBC Blue deviennent alors deux sociétés distinctes se répartissant leurs biens. Entre 1942 et 1943, Woods propose l'ensemble NBC Blue à la vente pour un prix de huit millions de dollars,. Cet ensemble comprend les baux sur des lignes terrestres, trois chaînes de télévision détenues en propre (WJZ à New York, KGO-TV à San Francisco et WENR à Chicago), une soixantaine de stations affiliées, des studios (New York, Washington DC, Chicago et Los Angeles), des contrats avec des acteurs et la marque associée à Blue Network. La banque d'investissements Dillon, Read & Co. (rachetée en 1997 par la Société de banque suisse) propose 7,5 millions, mais Woods et le président de RCA, David Sarnoff, rejettent l'offre.

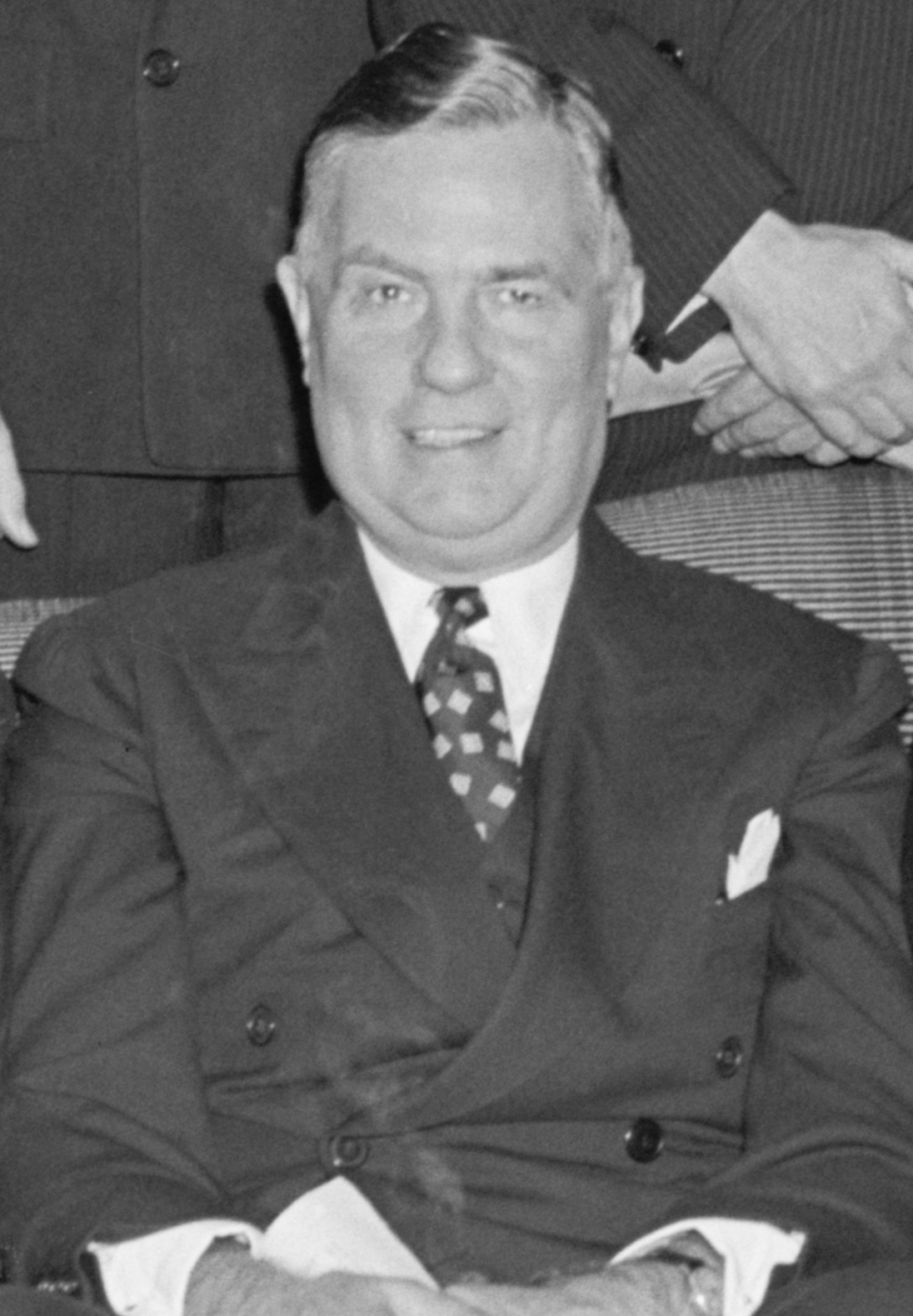
Edward J. Noble en 1939

Edward Noble, propriétaire des confiseries Life Savers, de la chaîne de pharmacie Rexall et de la station de radio new-yorkaise WMCA, accepte le prix de 8 millions de dollars pour le réseau,. Selon les règles de la FCC, la transaction qui comprend le rachat par Noble de trois stations à RCA, implique la revente d'une station par Noble qui doit elle aussi être approuvée par la FCC. La commission autorise la transaction le 12 octobre 1943,. Peu après, Blue Network Company Inc est racheté par la société fondée par Noble American Broadcasting System Inc. Le réseau est rebaptisé American Broadcasting Company (ABC) courant 1944 et sa société mère American Broadcasting Companies Inc,. Woods conserve son poste de président-directeur général d'ABC jusqu'en décembre 1949 pour devenir vice-président du directoire, puis quitte ABC le 30 juin 1951.
Entre-temps, en août 1944, la division ouest de Blue Network, qui possède la station KGO-AM de San Francisco, achète la station KECA-AM de Los Angeles à Earl C. Anthony pour 800 000 USD. Les deux stations sont alors gérées par le vice-président de la division ouest, Don Searle.

## Identité visuelle

Premier logo du réseau
Logo Blue Network de ABC